# Frans-Antilliaanse literatuur
Tot de literatuur van de Franse Antillen behoren alle orale en geschreven teksten, die beschouwd worden als de literatuur van de volgende eilanden in het Caraïbisch gebied: de eilandengroep Guadeloupe, Saint-Barthélemy, Saint Martin (het Franse deel van het eiland Sint Maarten, het andere deel vormt een onafhankelijk land binnen het Koninkrijk der Nederlanden) en Martinique.
De literatuur van de Franse Antillen is hoofdzakelijk geschreven in het Frans en Creools.

## Types

### De mondeling overgeleverde literatuur
Deze literatuur ontleent haar karakter voor een groot deel aan de oralituur (orale literatuur) van West-Afrika. Maar deze literatuur kon op de eilanden niet de homogeniteit vinden van de oorspronkelijke Afrikaanse bronnen die nauw verbonden waren met bepaalde etnische eenheden, omdat er op de Antillen mensen van verschillende afkomst als slaven samen werden gebracht. Het stamverband bestaat niet langer op de Antillen.

De zwarte verliest elke identiteit, hij wordt een neger"
— Maryse Condé

Dus deze mondelinge literatuur omvat geen oorspronkelijke mythes, geen stambomen van helden of half-legendarische koningen, in tegenstelling tot bijvoorbeeld de Griekse literatuur. De mondelinge Antilliaanse literatuur omvat dus raadsels, verhalen en spreekwoorden die geïnspireerd zijn door de profane literatuur van Afrika. 
De voertaal is Creools, een “lingua franca” gesmeed door de slaven om onderling en met hun meesters te kunnen communiceren.
De verhalen blijken twee cycli te omvatten:

1. een cyclus waar dieren fungeren als personen (verhalen over Compé Lapin en Compé Zamba): hierin weerspiegelt zich het dagelijks leven van de slaaf en zijn sociale omgeving. Zamba (waarschijnlijk een soort hyena) en Lapin (konijn) leven in de wereld van immoraliteit, diefstal en braspartijen. Het gaat meestal over een overlevingsstrategie waarbij alle middelen gerechtvaardigd zijn.
2. een cyclus met menselijke figuren (verhalen over Ti-Jean): deze verhalen blijken recenter te zijn ontstaan, want er is sprake van feeën, menseneters, reuzen enz. die duidelijk van Europese afkomst zijn. Ook verandert de natuur van de held: Ti-Jean geeft vooral blijk van morele kwaliteiten en het gaat meestal om innerlijke verbetering. Daarmee hebben nieuwe morele waarden hun intrede gedaan.
Op de Antillen worden dat soort verhalen verteld bij een grote gelegenheid, bijvoorbeeld de dodenwake (la veillé) die wordt georganiseerd in de nacht die volgt op het overlijden. Mannen en vrouwen vormen een kring waar in het midden de verteller raadsels en verhalen vertelt.

### De eerste geschriften
Na de afschaffing van de slavernij in 1848 werd het basisonderwijs vrij en verplicht verklaard. Verder onderwijs was niet bestemd voor het grootste deel van de bevolking. Het invoeren van het basisonderwijs heeft de maatschappij wat democratischer gemaakt, toch blijft de verdeling in klassen en in rassen dominant.
De eerste geschriften van gekleurde Antillianen moet men in kranten zoeken. De békés (de blanke Creolen van koloniale afkomst) controleerden uiteraard de voornaamste kranten: les Antilles, le Propagateur, la Défence Coloniale. Maar de andere, zoals les Antilles Socialistes, la Vérité, le Peuple en la Justice waren wel in de handen van kleurlingen.

### De poëzie
De Antilliaanse poëzie stamt uit het eind van de 19de eeuw en blijkt in het begin een nabootsend karakter te hebben: de auteurs willen zich aansluiten bij de Franse literaire traditie en volgen de stijl van Parnasse. 

#### De streekpoëzie
In het geval van de Antillen doet de streekdichter in zekere mate mee met het exotisme, omdat hij immers voor een publiek dat er niets van afweet, landschappen gaat beschrijven en een natuur waarvan hij de schoonheid benadrukt. Hij wil de zeden, gewoonten en de taal van het volk beschrijven. (Zo zal hij vaak de verhalen van de dodenwaken vertalen, spreekwoorden en gezegden verzamelen enz). Aangetekend moet hierbij worden dat de streekdichter zelden behoort tot het milieu dat hij beschrijft, zelfs als hij beweert het beter te kennen dan wie ook. De voornaamste streekdichters zijn Gilbert Gratiant, die zelf een culturele beweging “Lucioles” bezielde, en Gilbert de Chambertrand. Deze twee schrijvers hebben fabels en gedichten in het Creools geschreven. Andere auteurs waren Yva Léo, Jean-Louis Baghio's, Marie-Magdaleine Crabet, Florette Morand. Maar de “regionalisten” zijn geen vernieuwers van de vorm: zij blijven afhankelijk van de Franse modellen.
In juni 1932 verschijnt er een brochure getiteld Légitime Défence. Deze is vervaardigd door jonge tot dan toe onbekende Antilianen: Etienne Lero, Thélus Lero, René Ménil enz. Op het gebied van poëzie, zijn het vertegenwoordigers van een nieuwe Franse beweging - de surrealisten (Eluard, Desnos, André Breton). De brochure lijkt de erfgenaam van een tijdschrift Revue du Monde Noir (opgericht in 1931). Daarin wordt Afrika gepresenteerd als een soort Heilig Land, een vaderland van alle zwarten dat hen uitnodigt elkaar te leren kennen en te beminnen in de herinnering van de gezamenlijk beleefde pijn ten tijde van de slavenhandel en de slavernij. Ook wordt het voorbeeld van de politieke dichter/leider die aan het hoofd zal staan van de ambities der nieuwe generaties geschapen. Met deze achtergrond zal de beroemde beweging ontstaan van de Négritude.

#### De Négritude
In 1934, twee jaar na het manifest Légitime Défence, verschijnt er een krant onder de naam l'Etudiant Noir, waarin L.S. Senghor, L.G. Damas, Birago Diop en vele anderen schrijven. Deze krant stond vrij dicht bij de geest van de Revue du Monde Noir. De verwantschap met het surrealisme is skechts marginaal. In de krant ging het meestal over de geestelijke terugkeer naar Afrika, het afwijzen van buitenlandse voorbeelden, de herontdekking van de Afrikaanse legenden, verhalen en traditionele poëzie.
De poëzie van de Négritude wordt beheerst door drie namen: een Afrikaan, Léopold Senghor, later president van de Republiek Senegal, een Martiniquaan, Aimé Césaire, later gedeputeerde/burgemeester van Fort-de-France en een Guyanees, Léon-Gontran Damas. Een groot aantal andere dichters van allerlei nationaliteit bezorgde de beweging een opmerkelijke literaire opbloei.

#### Weerstanden tegen de Négritude
De Antillianiteit
Als stroming wil zij rekening houden met de veelvoudige en complexe afstamming van de Antillianse mens en diens eigen karakter. Voor Edouard Glissant, de theoreticus van de Antillianiteit, is de samenleving op de eerste plaats een zieke samenleving. De rol van de schrijver bestaat dus in het werken aan de genezing ervan door zorvuldig de oorzaken van het kwaad hiervan te analyseren, alvorens te proberen oplossingen voor te stellen. De Antillianiteit heeft geen belangrijke literaire stroming teweeg heeft gebracht.
Het Creools als literatuurtaal
De nieuwe dichters in het Creools, Hector Poullet en Sonny Rupaire, verzetten zich tegen de folkloristen die een spelletje maken van het Creools. Het is van belang voor hen en hun geestverwanten om de gespletenheid in taal waar de Antillianen onder lijden te doorbreken en het Creools te verheffen tot een nieuw niveau.
De vraag van de identiteit blijft nog altijd van groot belang in Antillianse poëzie: een moeilijke keuze tussen bij Frankrijk of Afrika horen, of eigenlijk toch bij geen van de twee. 

Subjectief en intellectueel gedraagt de Antilliaan zich als een blanke. Maar hij is een neger
— Frantz Fanon

### De roman
De eerste romans verschenen in de jaren dertig. In 1923 wordt een werk van Oruno-Lara, Questions de couleur – Blanches et Noires, gepubliceerd. In 1924 Claire-Solange, âme africaine van Suzanne Lacascade. Deze beide romans bevatten de kiemen van wat de Négritude zal zijn. Helaas is er niet veel van deze schrijvers bekend.
Sommige thema's komen vaak voor in de Antilliaanse romans van verleden en tot nu toe.
Het verleden:

Elke Antilliaanse roman heeft een passage over de slavernij die, al naargelang het temperament van de schrijver, een wraakzuchtige of pathetische toon heeft. Sommige schrijvers, zoals Léonard Sainville, zullen gebruikmaken van hun kennis als historicus om het verleden zo compleet mogelijk op te roepen. In de meeste gevallen denkt de auteur in het verleden het beeld van het heden te vinden. Hij wil bewijzen dat zijn volk nog steeds lijdt en niet zo ver verwijderd is van zijn beginsituatie. De historische herinnering heeft een politieke voering.
De kleurvooroordelen:

De kleurvooroordelen zijn een erfenis van de tijd van de slavernij. De vrouwelijke auteurs hebben er het meest over uitgeweid: Mayotte Capécia, Michèle Lacrosil en Jacqueline Manicom.
Het leven op het platteland:

De "exotische" of "regionalistiche" schrijvers wenden zich naar wat hen schilderachtig toeschijnt of/en ze willen een waarde toekennen aan de gewoonten en tradities. De meest beroemde ervan is Joseph Zobel.
Afrika:

Afrika wordt beschouwd als het verloren land en het dromenland. Maar drie eeuwen zijn al voorbijgegaan en culturele verschillen tussen de Antilliaanse zwarte en zijn Afrikaanse “broeders” zijn te groot geworden. Paul Niger en Maryse Condé hebben over deze thema's van ontgoocheling en desillusie geschreven.
In zekere mate is de Antilliaanse roman minder rijk dan de poëzie, zelfs als de thema's ervan uitgebreider en gevarieerder zijn. Maar toch probeert het proza trouw te zijn aan de Antilliaanse werkelijkheid en maakt natuurlijk deel uit van het streven naar nationale bewustwording.